# Rangaeris rhipsalisocia
Rangaeris rhipsalisocia là một loài thực vật có hoa trong họ Lan. Loài này được (Rchb.f.) Summerh. miêu tả khoa học đầu tiên năm 1936.